# فوجيو إيشيهارا
فوغيو إيشيهارا (باليابانية: 石原藤夫) (1 أبريل 1933، طوكيو في اليابان)؛ روائي ياباني.